# John Östh
John Östh, född 4 augusti 1968 i Mariestad, är en svensk kulturgeograf med grund- och forskarutbildning från Uppsala Universitet. Sedan 2021 tjänstgör han som professor i urbananalys vid Oslo storstadsuniversitet. Hans forskning är huvudsakligen inriktad mot geostatistik och GIS inom mobilitets-, segregations-, och samhällsplaneringsfrågor.